# Harbour Grace
Harbour Grace è un comune del Canada, situato nella provincia di Terranova e Labrador, nella divisione No. 1.